# سیارک ۶۷۸
سیارک ۶۷۸ (به انگلیسی: 678 Fredegundis، نامگذاری:1909FS) ششصد و هفتاد و هشتمین سیارک کشف شده‌است که در ۲۲ ژانویه ۱۹۰۹ و در هایدلبرگ کشف شد.
قدر مطلق سیارک برابر ۹٫۰۲ است.